# Un air si pur...
Pour plus de détails, voir Fiche technique et Distribution.
Un air si pur... (polonais : Ostatni rozdział) est une comédie dramatique belgo-polono-française réalisée par Yves Angelo et sortie en 1997.

## Synopsis
Pendant la Première Guerre mondiale, un médecin et un avocat achètent une vieille maison dans les montagnes. Ils l'aménagent en maison d'hôtes, en partie en hôtel et en sanatorium. La plupart des patients — Français, Italiens, Anglais, Suisses, Polonais — se font passer pour ce qu'ils ne sont pas. Dans ce lieu étrange niché dans les montagnes, le luxe de l'hôtel et la beauté des paysages sont une façade derrière laquelle se cache un grand désarroi spirituel : solitude insupportable des personnages, abus de l'affection d'autrui, relations exclusivement charnelles, trahisons, morts ridicules ou meurtres délibérés. Elle provoque l'effondrement des conventions et révèle la véritable nature humaine.

## Fiche technique
- Titre original : Un air si pur...[1]
- Titre polonais : Ostatni rozdział[2]
- Réalisation : Yves Angelo
- Scénario : Sandra Topin, Tito Topin, Yves Angelo et Jean Cosmos d'après le roman Un air si pur de Knut Hamsun
- Photographie : Denis Lenoir et Edward Klosinki
- Musique : Joanna Bruzdowicz
- Son : Jérôme Levy, Pierre Lenoir, François Groult et Denis Carquin
- Montage : Thierry Derocles
- Décors : Jean-Baptiste Poirot
- Costumes : Mic Cheminal
- Effets spéciaux : Kazimierz Wroblewski
- Pays :  France,  Belgique et  Pologne
- Genre : comédie dramatique
- Durée : 106 minutes
- Date de sortie : 
  - France : 3 septembre 1997

## Distribution
- Fabrice Luchini : Magnus
- André Dussollier : le docteur Boyer
- Marie Gillain : Julie D'Espard
- Emmanuelle Laborit : Mathilde
- Yolande Moreau : Laure Surville
- Redjep Mitrovitsa : Moss
- Jacques Boudet : Elmer
- Jerzy Radziwilowicz : Daniel
- Jean-Pierre Lorit : Florent
- Krystyna Janda : Mme Leduroy
- Laura Betti : Mme Ruben
- Édith Scob : Mlle Sophie
- Nicolas Vaude : Simon
- Marek Bargiełowski : Elmer